# Juan Cazares
Juan Ramón Cazares Sevillano, né le 3 avril 1992 à Quinindé, est un footballeur équatorien. Depuis 2024, il évolue au poste de milieu offensif au Paysandu SC.

## Biographie

### En club
En janvier 2016, il signe quatre années pour le club de l'Atlético Mineiro. Le 30 mai 2016, il inscrit un doublé au sein du championnat du Brésil, contre le club de Botofago. Lors de ce même match, il délivre deux passes décisives, pour une victoire 5-3.

### En équipe nationale
Avec les moins de 20 ans, il participe au championnat de la CONMEBOL des moins de 20 ans en 2011. Lors de la compétition, il inscrit un but contre la Colombie. L'Équateur se classe quatrième du tournoi.
Cette performance lui permet de participer à la Coupe du monde des moins de 20 ans 2011 organisée en Colombie. Lors du tournoi, il joue quatre matchs. L'Équateur atteint les huitièmes de finale de la compétition, en étant battu par la France.
Juan Cazares reçoit sa première sélection en équipe de Colombie le 6 septembre 2014, lors d'un match amical contre la Bolivie (victoire 0-4). À cette occasion, il inscrit son premier but en sélection.
Il participe avec la Colombie à la Copa América 2015, puis à la Copa América Centenario, organisée pour la toute première fois aux États-Unis en 2016. L'Équateur atteint les quarts de finale de la Copa América Centenario, en étant battu par le pays hôte.

## Palmarès

### En club
- Banfield
  - Champion d'Argentine de D2 (Primera B Nacional) (1): 2014.

- Atlético Mineiro
  - Championnat du Minas Gerais (1): 2017.

## Distinctions personnelles
- Élu meilleur joueur de la Copa Libertadores des moins de 20 ans en 2012.